# کلان‌بوم‌شناسی
کلان‌بوم‌شناسی (به انگلیسی: Macroecology) زیرشاخه‌ای از بوم‌شناسی است که به مطالعه روابط بین جانداران و محیط آنها در مقیاس‌های فضایی بزرگ برای توصیف و توضیح الگوهای آماری فراوانی، پراکندگی و تنوع می‌پردازد. این اصطلاح در یک تک‌نگاشت کوچک به زبان اسپانیایی در سال ۱۹۷۱ توسط Guillermo Sarmiento و Maximina Monasterio، دو پژوهشگر ونزوئلایی که در بوم‌سازگان‌های ساوانای گرمسیری کار می‌کردند، ابداع شد و بعد توسط جیمز براون (بوم‌شناس) از دانشگاه نیومکزیکو و برایان ماورر از دانشگاه ایالتی میشیگان در مقاله‌ای در سال ۱۹۸۹ در Science استفاده شد.
کلان‌بوم‌شناسی به ایده مطالعه بوم‌سازگان‌ها با استفاده از رویکرد «بالا به پایین» نزدیک می‌شود. این به دنبال درک از طریق مطالعه ویژگی‌های سیستم به عنوان یک کل است. کوین گاستون و تیم بلکبرن با دیدن جنگل برای درختان قیاس می‌کنند.
کلان‌بوم‌شناس بررسی می‌کند که چگونه توسعه جهانی در تغییر آب و هوا بر جمعیت حیات وحش تأثیر می‌گذارد. پرسش‌های بوم‌شناسی کلاسیک قابل مطالعه از طریق تکنیک‌های کلان‌بوم‌شناس شامل پرسش‌های غنای گونه‌ای، گرادیان‌های عرضی در تنوع گونه‌ای، منحنی سطح گونه، اندازه محدوده، اندازه بدن و فراوانی گونه‌ها است. برای مثال، رابطه بین فراوانی و اندازه محدوده (چرا گونه‌هایی که اندازه‌های جمعیت محلی زیادی را حفظ می‌کنند، تمایل به پراکندگی گسترده دارند، در حالی که گونه‌هایی که فراوانی کمتری دارند، محدوده‌های محدودی دارند) توجه زیادی را به خود جلب کرده‌است.